# Dendrolobium arbuscula
Dendrolobium arbuscula är en ärtväxtart som först beskrevs av Karel Domin, och fick sitt nu gällande namn av Hiro Ohashi. Dendrolobium arbuscula ingår i släktet Dendrolobium och familjen ärtväxter. Inga underarter finns listade i Catalogue of Life.